# Jussy-Champagne
Jussy-Champagne ist eine französische Gemeinde mit 206 Einwohnern (Stand: 1. Januar 2022) im Département Cher in der Region Centre-Val de Loire. Sie gehört zum Kanton Avord (bis 2015: Kanton Baugy) und zum Gemeindeverband Communauté de communes La Septaine.

## Geografie
Jussy-Champagne liegt im Berry etwa 21 Kilometer ostsüdöstlich von Bourges, am Fluss Craon. Umgeben wird Jussy-Champagne von den Nachbargemeinden Avord im Norden, Bengy-sur-Craon im Osten und Nordosten, Raymond im Osten und Südosten, Osmery im Süden, Vornay im Westen und Südwesten sowie Crosses im Westen und Nordwesten.

## Bevölkerung
| Jahr      | 1793 | 1800 | 1872 | 1906 | 1931 | 1936 | 1946 | 1954 | 1962 | 1968 | 1975 | 1982 | 1990 | 1999 | 2006 | 2016 |
| --------- | ---- | ---- | ---- | ---- | ---- | ---- | ---- | ---- | ---- | ---- | ---- | ---- | ---- | ---- | ---- | ---- |
| Einwohner | 513  | 525  | 603  | 507  | 310  | 256  | 261  | 249  | 196  | 176  | 240  | 247  | 226  | 265  | 223  | 190  |

## Sehenswürdigkeiten
Siehe auch: Liste der Monuments historiques in Jussy-Champagne
- Kirche Saint-André aus dem 12. Jahrhundert, Umbauten aus dem 15. Jahrhundert, Monument historique seit 1911
- Schloss Jussy aus dem 17. Jahrhundert, seit 1946 Monument historique